# David Ungar
David Ungar (* 17. března 2000) je rakouský fotbalista, který hraje za First Vienna FC 1894.

## Klubová kariéra
Od sezóny 2018/19 hrál za USC Rohrbach/Gölsen. Během dvou sezón v klubu odehrál 40 zápasů a vstřelil 7 gólů.
V sezóně 2020/21 odehrál 7 zápasů za SV Leobendorf.
Od sezóny 2021/22 byl hráčem SV Ried, který ho poslal na hostování do druholigového Floridsdorfer AC. Ve 2. Lize debutoval v červenci 2021.
V sezóně 2022/23 odehrál 27 zápasů za Ried v Bundeslize. Po sezóně 2023/24 klub opustil.
S First Vienna FC 1894 podepsal smlouvu s do roku 2026.